# Російська весна (роман)
«Російська весна» (англ. Russian Spring) — альтернативно-історичний науково-фантастичний роман американського письменника Нормена Спінреда, виданий 1991 року. Книгу було написано з 1985 по 1991 рік (зокрема у ті роки, коли Спінред очолював Всесвітнє товариство фантастики) у Франції та СРСР як роман про наближене майбутнє , що малює альтернативне майбутнє, завершуючи орієнтовно 2025 роком, де СРСР досі існує і лише тоді близький до розпаду, завдяки діям нового керівництва України.

## Сюжет
Автор уявляє собі Радянський Союз, відроджений перебудовою Михайла Горбачова, який зміг би продовжувати лібералізацію комуністичного режиму в СРСР, при існуючому Європейському Союзі та в стабільному блоці з ним, а Сполучені Штати, будучи іншою наддержавою, впали до напівдиктаторського режиму. Протягом перших двох частин роману автор протиставляє новий динамізм СРСР та Європи протекціонізму та невтручанню реакційній політиці США.
Роман поділений на три частини: Американське осінь, Російська весна та Американська весна.
У першій частині Джеррі Рід, молодий інженер, розчарований військовим керівництвом НАСА, вирушає до Європи, щоб здійснити свою мрію й полетіти в космос. Там він знайомиться із Сонею Гагаріною, в яку згодом закохається.
Пару намагаються розлучити Америка, Європа та переможний Радянський Союз.
У другій та третій частинах читач має можливість простежити за життям подружжя, у якого було двоє дітей та чиї пригоди відбувалися на початку XXI століття.

## Відзнаки
У 1993 році роман удостоєний премії «Космос 2000».